# Paco Gómez García
Paco Gómez (no confundir con el también fotógrafo Paco Gómez Martínez) es un fotógrafo y escritor español nacido en Madrid en 1971. Es miembro fundador del colectivo NOPHOTO, que abandona en 2018.
Paco comenzó sus estudios de ingeniería en 1989 en la Escuela de Ingenieros de Caminos, Canales y Puertos de Madrid, donde entra a formar parte de la Asociación Fotográfica Caminos (AFC) de la que fue miembro hasta el final de sus estudios y con la que ha colaborado esporádicamente después. Es ingeniero de caminos desde 1997, profesión que según él no ejercerá jamás.
En 1999 comienza a trabajar para Juan Manuel Castro Prieto como ayudante, con el que viaja a Perú. A la vuelta del viaje, continúa trabajando para él esta vez positivando en su laboratorio. Acompañó a Castro Pietro también en sus viajes a Etiopía, India, México y Vanuatu.
En 2002 le conceden el premio de fotógrafo revelación de PHotoEspaña03. En 2003 aparecen en la basura cerca de su casa los documentos y fotografías de la familia Modlin, que él recojerá para su posterior estudio. En 2004 participa en la reunión fundacional del colectivo fotográfico NOPHOTO con los que volverá a ganar el premio de fotógrafo revelación en la edición de PHotoEspaña06 esta vez como miembro del colectivo.
Finalmente, en 2013 el libro Los Modlin consigue ser financiado a través de la plataforma de micromecenazgo Verkami. La campaña logra recaudar un total de 21 170€ mediante las contribuciones de 609 mecenas que compran un total de 760 libros adquiridos antes de la impresión.
En otoño de 2019, Paco adquiere en el Rastro de Madrid dos cajas de negativos de placas de cristal de 9 x 12 cm. Después de analizar los negativos y sorprendido por la calidad de las fotografías, decide volver al rastro el domingo siguiente y comprar el resto del material (unas 18 cajas) que el vendedor había comprado en un mercadillo cerca de París. Comienza así una investigación para desentrañar la historia de las placas e identificar el autor (o autores) de las mismas. El resultado de esta investigación vendrá publicado en octubre de 2020 en el libro Wattebled o el rastro de las cosas, de nuevo financiado con un esquema micromecenazgo de la plataforma Verkami. En su mayoría, las fotografías fueron realizadas por un profesor de escuela francés llamado Joseph Wattebled (Calais, 1895-1979) que vivía en la localidad de Mondicourt, aunque algunas de las instantáneas fueron tomadas por su mujer Edmée Picot.

## Obras
- Gómez, Paco (2008). Razón y Sed. Colegio de Ingenieros de Caminos, Canales y Puertos. ISBN  9788438003886. Archivado desde el original el 3 de noviembre de 2013. Consultado el 2 de noviembre de 2013.
- Gómez, Paco (2011). Construir Paisaje. Puentes de Cesma Ingenieros en la fotografía de Paco Gómez. Cesma Ingenieros; Juan Luis Bellod; Peter Tanner. ISBN  978-84-615-0656-9.
- Gómez, Paco (2012). La felicidad. Fracaso Factory.
- Gómez, Paco (2012). Photo Poche. Paco Gómez. Fracaso Factory. ISBN  978-84-616-1349-6.
- Gómez, Paco (2013). Los Modlin. Fracaso Factory. ISBN  978-84-616-6594-5.
- Varios autores (2014). This is Spain. An incomplete travel guide. (Levante). NOPHOTO. ISBN  978-84-617-3672-0.
- Gómez, Paco (2020). Wattebled o el rastro de las cosas. Fracaso Factory. ISBN  978-84-121014-3-0.